# Теорія нечітких рішень
Теорія нечітких рішень прийняття рішень в нечітких умовах відрізняється від задачі прийняття рішень у загальному вигляді тим, що один або декілька елементів моделі прийняття рішень задаються нечіткою множиною. Традиційний підхід до прийняття рішення на основі нечіткої логіки базується на принципі Белмана — Заде, який розглядає нечітке рішення як об'єднання нечітких цілей та обмежень. У 1970 р. Белман і Заде опублікували статтю «Decision — Making in Fuzzy Environment», де розглянули процес ухвалення рішень в умовах невизначеності, коли цілі і обмеження задані нечіткими множинами. Ухвалення рішення — це вибір альтернативи, яка одночасно задовольняє і нечітким цілям, і нечітким обмеженням. У цьому сенсі цілі та обмеження є симетричними відносно рішення. Це стирає відмінності між ними і дозволяє представити рішення як злиття нечітких цілей і обмежень.